# Lépold Endre
Lépold Endre (Lánycsók, 1955. október 21. – 2020. június 18.) magyar bajnok atléta, rövidtávfutó, edző, olimpikon.

## Életpályája
1974-ben a mohácsi gimnáziumban érettségizett. 1981-ben a Testnevelési Főiskolán atléta szakedzői diplomát szerzett. 1970 és 1973 között a Mohácsi TE, 1974 és 1979 között a Pécsi MSC atlétája volt. 1972 és 1977 között a válogatott keret tagja volt. Részt vett az 1976-os montréali olimpián, ahol 100 méteres síkfutásban az előfutamban, 200 méteren a negyeddöntőben esett ki.

## Sikerei, díjai
| Magyar bajnokság    | 1973 | 1974 | 1975 | 1976 | 1977 |
| ------------------- | ---- | ---- | ---- | ---- | ---- |
| 100 m               | 3.   |      | 1.   |      | 3.   |
| 200 m               | 2.   |      | 2.   |      | 2.   |
| 4 × 100 m           |      | 1.   |      |      |      |
| 60 m – fedett pálya |      | 1.   | 2.   | 3.   | 1.   |